# Serta (stolica tytularna)
Serta (łac. Diocesis Sertensis) – stolica historycznej diecezji we Cesarstwie rzymskim w prowincji Mauretania Cezarensis, zlikwidowana w VII w. podczas ekspansji islamskiej, współcześnie w północnej Algierii. Obecnie katolickie biskupstwo tytularne. 

## Biskupi tytularni
| Lp. | Biskup          | Funkcja                                                 | Od                | Do                |
| --- | --------------- | ------------------------------------------------------- | ----------------- | ----------------- |
| 1   | Władysław Rubin | biskup pomocniczy gnieźnieński urzędnik Kurii Rzymskiej | 17 listopada 1964 | 30 czerwca 1979   |
| 2   | Giovanni Coppa  | nuncjusz apostolski                                     | 1 grudnia 1979    | 24 listopada 2007 |
| 3   | Joseph Spiteri  | nuncjusz apostolski                                     | 21 lutego 2009    |                   |